# Inermorostrum
Inermorostrum xenops
Genre
Espèce
Inermorostrum est un genre fossile de cétacés primitifs de la famille des Xenorophidae ayant vécu durant l'Oligocène (Rupélien) il y a 30 millions d'années dans ce qui est aujourd'hui la Caroline du Sud. Ce genre n'est représenté que par l'espèce Inermorostrum xenops.

## Découverte
Les restes fossiles sont composés d'un crâne, qui a été découvert dans la rivière Wando, qui s'écoule aujourd'hui de Charleston à l'océan Atlantique. Des plongeurs à la recherche de dents de Mégalodon, une espèce éteinte de requin, ont mis la main sur le fossile au fond de la rivière,. 

## Description et écologie

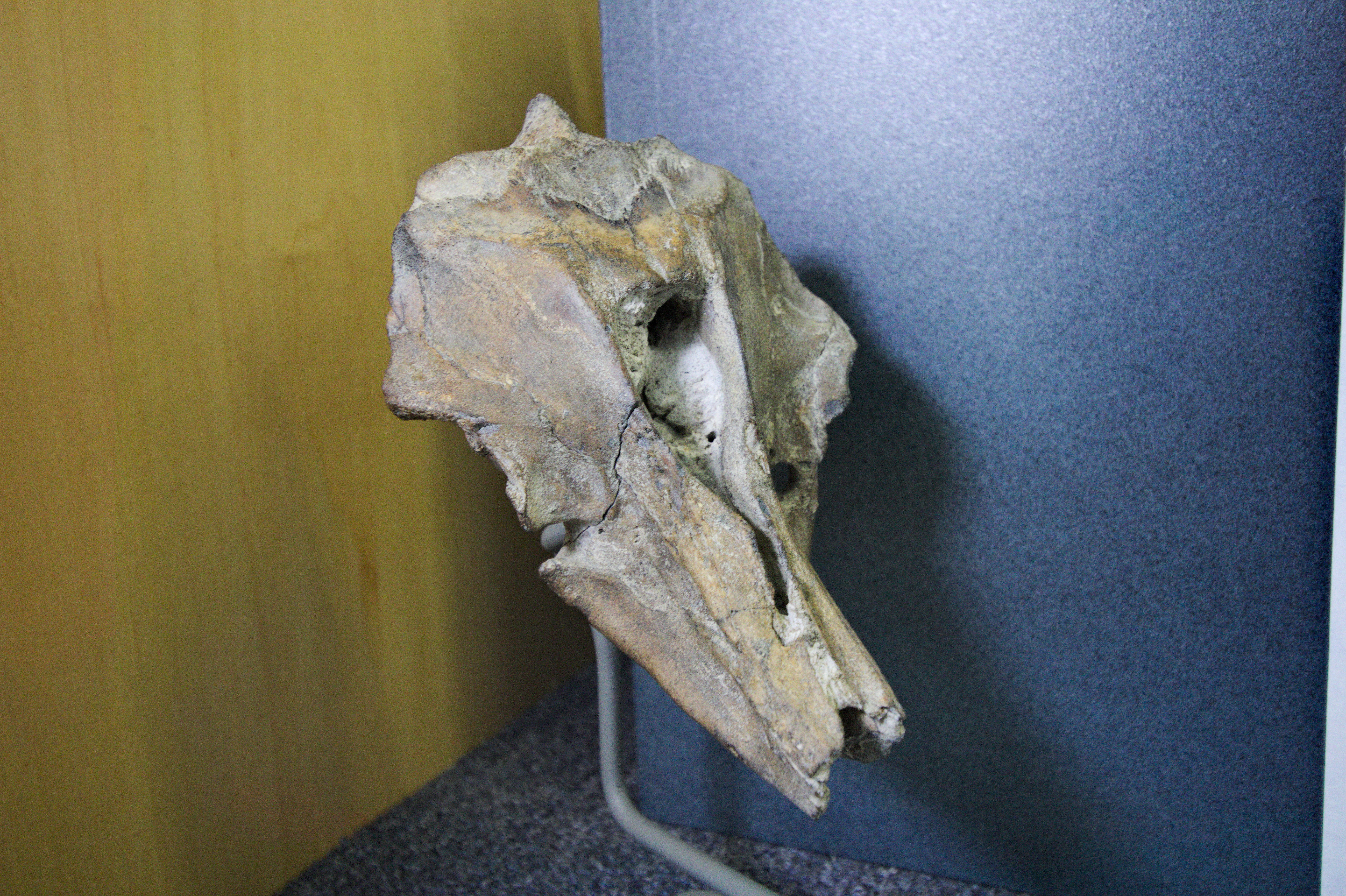
Fossile original.

On estime que Inermorostrum xenops avait la taille d'un Marsouin, soit 1,5 m pour un poids de 55 kg. Le fossile ne possède pas de dents, selon l'hypothèse retenue il se nourrissait par aspiration. Ce dauphin de petite taille devait évoluer en eau peu profonde,,.

## Classification
Le genre Inermorostrum et l'espèce Inermorostrum xenops ont été décrits en 2017 par Robert W. Boessenecker (d), Danielle Fraser (d), Morgan Churchill (d) et Jonathan H. Geisler (d),.

### Étymologie
Le nom générique, Inermorostrum, du latin inermus, « sans défense », et rostrum, « museau », fait référence à l'absence de dents de cette espèce.
L'épithète spécifique, du grec ancien ξένος, xénos, « étrange », et ὤψ, ốps, « face », fait référence à la morphologie faciale de l'holotype.

### Publication originale
- (en) Robert W. Boessenecker, Danielle Fraser, Morgan Churchill et Jonathan H. Geisler, « A toothless dwarf dolphin (Odontoceti: Xenorophidae) points to explosive feeding diversification of modern whales (Neoceti) », Proceedings of the Royal Society B, Royal Society, vol. 284, no 1861,‎ 30 août 2017, p. 1-8 (ISSN 0962-8452 et 1471-2954, PMID 28835549, PMCID 5577471, DOI 10.1098/RSPB.2017.0531, lire en ligne).